# 库兹涅佐夫海军学院
库兹涅佐夫海军学院（俄语：Военно-морская академия имени Н. Г. Кузнецова）位于俄罗斯圣彼得堡，是俄罗斯海军唯一的海军学院。该海军学院以苏联海军第一任总司令、海军元帅尼古拉·格拉西莫维奇·库兹涅佐夫命名。 
学院共有43个教研室以及战役战术演习中心、科研中心和科研实验室等附属机构。设4个系：
- 指挥系：主要培养大队和编队以上军官，有水面舰艇战术、潜艇战术、航空兵战术、合同战术、战役法、兵力指挥、海军学术史等7个教研室；
- 武器系：主要培养研制和使用各种舰艇武器的高级工程人员，主要有导弹等教研室；
- 工程系：主要培养造船及舰艇动力装置方面的高级工程技术人才，该系有造船、核动力、自动控制等教研室；
- 无线电系：主要培养研制和使用舰载无线电器材高级工程技术人才，该系有无线电器材、雷达、声呐、通信、导航、海底测量等教研室。

## 历史
1827年1月29日（2月20日）亚当·约翰·冯·克鲁森施滕海军上将在海军武备中学（Naval Cadet Corps）开设高级军官训练班（Officers' Class，Вышие офицерский класс），当年4月25日正式开学。该训练班培养获得晋升的海军军官对严肃科学与应用科学的理论训练。 
1862年8月7日，鉴于舰队由帆船改用汽船，沙俄海军部长训令高级军官训练班改为分科学习各门海军知识（水文地理学、造船学、力学）的海军科学速成班（Academic Course of Maritime Science）。。两年学制，分为三个系：
- 水文
- 造船
- 海事工程

毕业生成为海军技术军官或海军武备中学的教师。
1877年1月28日，沙皇亚历山大二世指示海军科学速成班改为尼古拉伊海军学院（Nikolaev Maritime Academy）。学院除了开设原有的课程外，还着重讲授海军战略学和战术学、海军学术史和培养业务熟练的海军军官所必需学习的其他课程。
1910年正式与海军武备中学脱离关系。
十月革命后，在尼古拉伊·里奥耶维奇·克拉多院长的领导下，海军学院从1919年4月1日开始为红海军培养指挥干部。分为炮术、水雷、潜艇、导航、电子设备五个专业。1920年增设机械、造船两个专业。1920年9月28日确定为高等专科海军教育机构。1922年，学院改为工农红海军学院。开办预科培养工农出身的海军指挥员。1931年，学院改为以克·叶·伏罗希洛夫命名的工农红海军学院。1938年迁入现址。苏德战争期间疏散至阿斯特拉罕与撒马尔罕办学。1945年，学院的工程技术系独立出去组建克雷洛夫海军造船和军械学院，指挥系为基础组建了荣获列宁勋章的伏罗希洛夫海军指挥学院。1960年，海军工程学院与海军指挥学院合并为荣获列宁勋章的海军学院。1968年，学院改为荣获列宁勋章与乌沙科夫勋章的海军学院。1976年，学院改为荣获列宁勋章与乌沙科夫勋章以安·安·格列奇科命名的海军学院。1992年，学院改为荣获列宁勋章、十月革命勋章与乌沙科夫勋章以尼·格·库兹涅佐夫苏联海军元帅命名的海军学院。